# Římskokatolická farnost Pištín
Římskokatolická farnost Pištín je územním společenstvím římských katolíků v rámci vikariátu České Budějovice - venkov českobudějovické diecéze.

## O farnosti

### Historie
Plebánie v Pištíně je doložena v roce 1261.

### Současnost
Farnost nemá sídelního duchovního správce, spravuje ji ex currendo sekretář českobudějovického biskupa, R.D. Mgr. David Mikluš. 
| Kostel              | Místo     | Bohoslužba             | Bohoslužba             | Poznámka        |
| ------------------- | --------- | ---------------------- | ---------------------- | --------------- |
| Kaple sv. Josefa    | Břehov    | neslouží se pravidelně | neslouží se pravidelně | obecní kaple    |
| Kaple sv. Anny      | Češnovice | neslouží se pravidelně | neslouží se pravidelně | obecní kaple    |
| Kostel sv. Vavřince | Pištín    | neděle                 | 9.30                   | farní kostel    |
| Kostel sv. Václava  | Zliv      | neděle                 | 8.00                   | filiální kostel |